# Навадіхос
Навадіхос (ісп. Navadijos) — муніципалітет в Іспанії, у складі автономної спільноти Кастилія-і-Леон, у провінції Авіла. Населення — 57 осіб (2010).
Муніципалітет розташований на відстані близько 120 км на захід від Мадрида, 41 км на південний захід від Авіли.

## Демографія
Динаміка населення (INE ):

## Галерея зображень
- Навадіхос

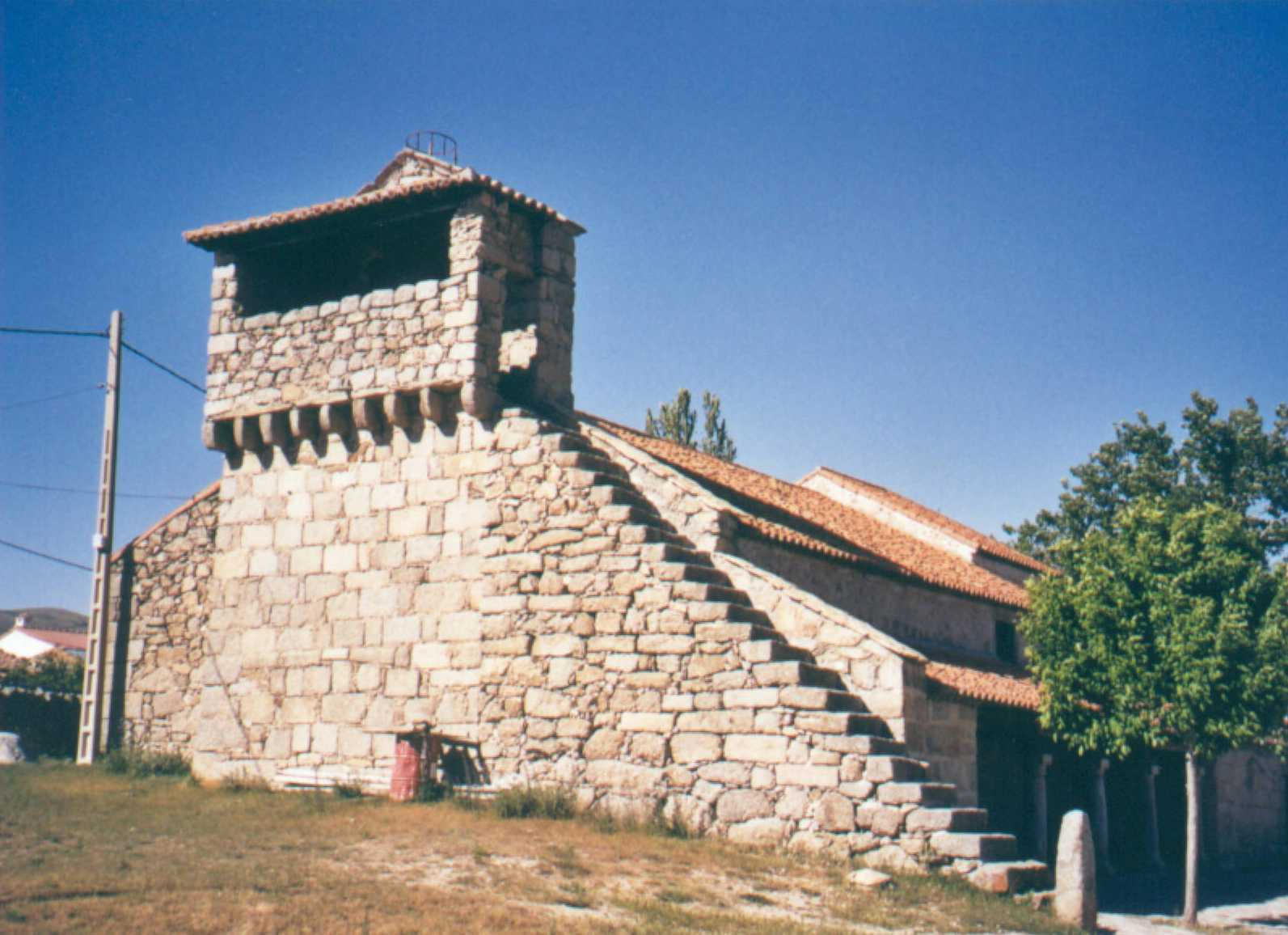
Парафіяльна церква у Навадіхосі